# Schranne (Ichenhausen)

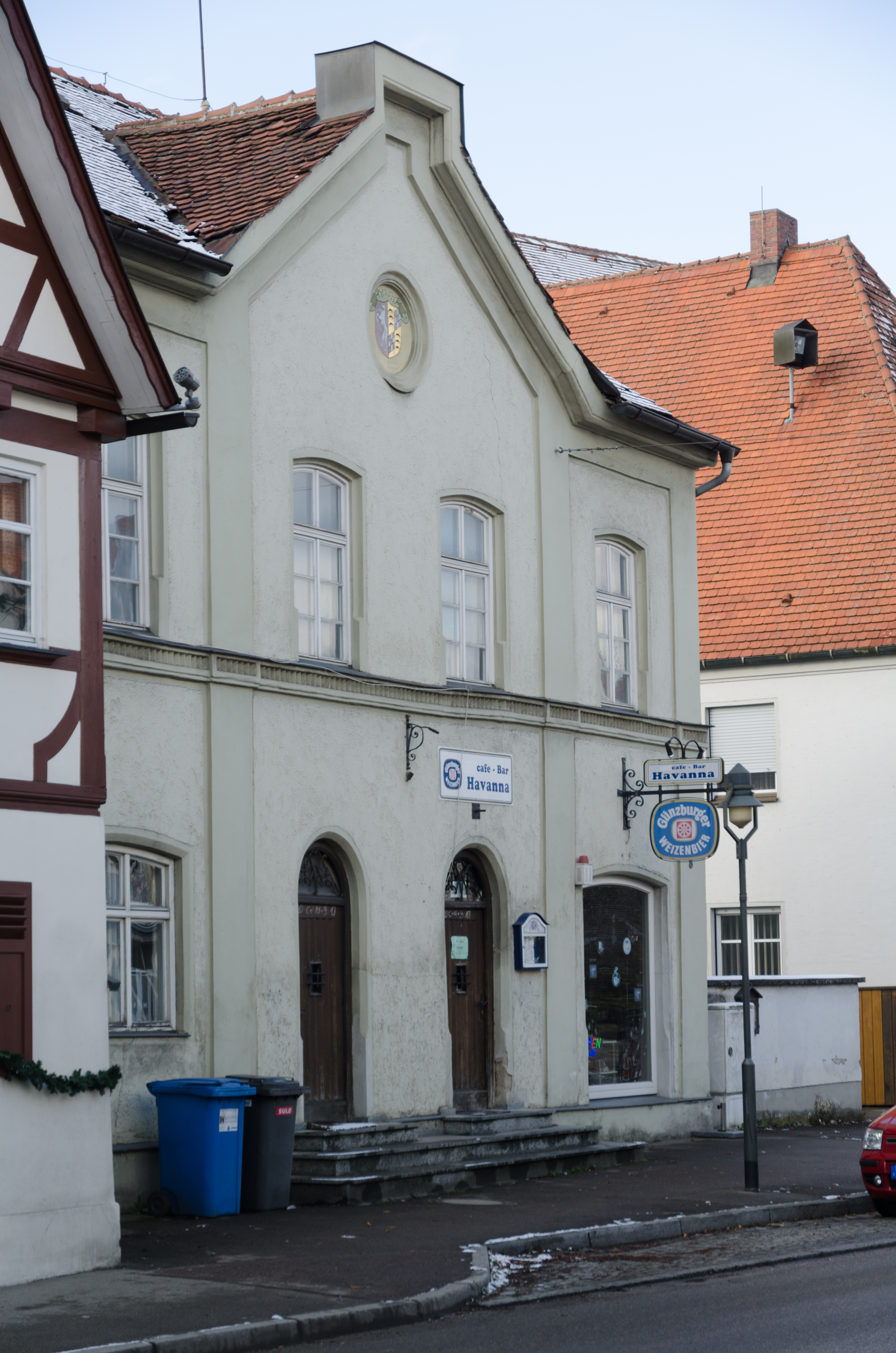
Schranne in Ichenhausen

Die Schranne in Ichenhausen, einer Stadt im Landkreis Günzburg im bayerischen Regierungsbezirk Schwaben, wurde 1853  errichtet. Die Schranne an der Heinrich-Sinz-Straße 8 ist ein geschütztes Baudenkmal.

## Beschreibung
Das zweigeschössige Gebäude mt Zwerchgiebel wurde an der Stelle einer Zehntscheune errichtet. Bis 1926 diente das Gebäude gleichzeitig als Rathaus der Stadt. Im Giebelfeld ist das eingelassene Stadtwappen zu sehen.